# جینو دی‌آکمپو
جنرو "جینو" شفیلد داکمپو (انگلیسی: Gennaro "Gino" Sheffield D'Acampo) یک آشپز و مجری تلویزیونی اهل ایتالیا است. او برای برنامه‌های آشپزی و کتاب‌های آموزش آشپزی‌اش شناخته شده است.